# Estádio Olímpico Pedro Ludovico Teixeira
Das Estádio Olímpico Pedro Ludovico Teixeira ist ein Fußballstadion mit Leichtathletikanlage im Bairro Setor Central der brasilianischen Stadt Goiânia, Hauptstadt des Bundesstaates Goiás. Es bietet Platz für 13.500 Zuschauer und ist Heimspielstätte des Fußballclubs Goiânia EC und wurde 1941 eröffnet. In den 2010er Jahren unterzog man die 70 Jahre alte Sportstätte einer umfangreichen Modernisierung. 2016 feierte man die Wiedereröffnung. Der Name bezieht sich auf Pedro Ludovico Teixeira, den hauptverantwortlichen Stadtplaner derselben, die als Planhauptstadt des Bundesstaats am 24. Oktober 1933 eingeweiht wurde.

## Geografische Lage
Die Anlage liegt 200 km entfernt von der Hauptstadt Brasília, in Zentralbrasilien auf einer Hochebene etwa 750 Meter über dem Meeresspiegel, in der über 1,5 Millionen Einwohner (2020) zählenden Stadt Goiânia, an der Avenida Paranaíba, im Nordwesten, am Rande der Innenstadt. Daneben befinden sich eine Schwimmsportstätte und die Mehrzweckhalle Ginásio Rio Vermelho mit einer Kapazität von 5000 Zuschauern.

## Geschichte

### Erbauung
Die Grundsteinlegung war am 9. Februar 1940 und eineinhalb Jahren später feierte man die Eröffnung am 3. September 1941 mit dem Fußballspiel zwischen Goiânia EC und América Mineiro (2:0). In der Zeit war es das erste Stadion in Goiânia mit einer Kapazität von 10.000 Zuschauern und Hauptaustragungsort der Spiele des schon erwähnten Goiânia Esporte Clube. Pedro Ludovico Teixeira, war nicht nur der Stadtplaner, sondern auch ein Fan der ersten Stunde vom Goiânia und so auch ein großer Unterstützer des Clubs, sowohl in materieller als auch in finanzieller Hinsicht. Das heute auf 13.500 Zuschauern ausgelegte Stadion feierte allerdings einen Zuschauerrekord von 24.806 Besuchern am 4. November 1973 im Spiel zwischen dem Goiás Esporte Clube und der Sociedade Esportiva Palmeiras aus São Paulo, das 0:1 zu Gunsten Palmeiras ausgegangen ist.

### Modernisierung und Umbau
Es ist das zweitgrößte Stadion in der Stadt und wurde umfassend durch die städtische Agentur Agetop (Agência Goiana de Transportes e Obras) umgebaut. Ursprünglich mit 43,5 Mio. R$ veranschlagt, haben letztendlich alle Maßnahmen die 100 Mio. R$ weit überschritten und zogen sich über 10 Jahren hin. Das renovierte Estádio Olímpico wurde am 27. September 2016 mit dem Spiel zwischen Atlético Goianiense und Joinville Esporte Clube (1:1) wiedereröffnet. Heute dient es wieder als Heimspielstätte des Goiânia EC. Es wurde als einer der Austragungsorte für die U-17-Fußball-Weltmeisterschaft 2019 ausgewählt, die zwischen Oktober und November 2019 in Brasilien ausgetragen wurde, und ebenso kurzfristig für die Copa América 2021 ausgewählt, die ursprünglich in Kolumbien und Argentinien 2020 ausgetragen werden sollte und durch die Krise der COVID-19-Pandemie letztendlich zwischen dem 13. Juni und dem 10. Juli 2021 in Brasilien stattfinden soll.

## Goiânia-Unfall
1987 wurden die Betroffenen des Goiânia-Unfalls mit radioaktivem Caesium-137 in das Stadion gebracht, wo ein provisorisches Zeltlager aufgebaut wurde, um ihnen Unterschlupf zu bieten, während ihre Häuser abgerissen und Gegenstände beschlagnahmt wurden. Viele Menschen haben sich dort Tests unterzogen, um ihre Belastung durch Radioaktivität zu bestimmen, aber natürlich geht vom Stadion keine Gefahr durch Radioaktivität aus.